# Hemigymnochaeta ornata
Hemigymnochaeta ornata är en tvåvingeart som först beskrevs av Seguy 1933.  Hemigymnochaeta ornata ingår i släktet Hemigymnochaeta och familjen spyflugor.
Artens utbredningsområde är Gabon. Inga underarter finns listade i Catalogue of Life.